# Clase privilegiada
Clase con privilegios es el nombre con el que se designa al grupo social que ocupa una posición de predominio en las relaciones sociales, no solo por su condición económica, sino también y especialmente por su condición jurídica: el privilegio.
Durante el feudalismo y el Antiguo Régimen, se puede identificar con los estamentos privilegiados: nobleza y clero. No obstante, los historiadores de orientación institucionalista o funcionalista, como Roland Mousnier, denuncian esta identificación como un abuso de los historiadores de orientación materialista (como Boris Porchnev, con el que mantuvo un célebre debate), que consideran a las relaciones de producción las determinantes de las relaciones sociales. Mousnier considera que los estamentos u órdenes expresan realidades sociales mucho más importantes en la época, como el honor o el prestigio, y reproducen relaciones de patrón-cliente.
Abusando del término, suele utilizarse clase privilegiada como sinónimo de clase dominante, de élite o de forma más genérica, de clase alta, con lo cual podría definirse de ese modo a la burguesía a partir de la Revolución burguesa (asumiendo lo contradictorio de identificar privilegio con burguesía); de este modo la riqueza sería el elemento que conforma un privilegio social, plasmado en las instituciones que en la práctica se reservan a esa clase (clases separadas en los transportes, clubes, colegios, y de forma especial, el sistema político a través del sufragio censitario).
- Datos: Q5771395